# Maximilian Buddenbohm
Maximilian Buddenbohm (* 1966 in Lübeck) ist ein deutscher Kolumnist und Buchautor.

## Leben
Maximilian Buddenbohm studierte Bibliothekswesen in Hamburg und lebt heute in Hamburg und arbeitet als Controller einer Marktforschungsfirma. Er bloggt seit 2005 über seine Kindheit und Jugend an der Ostsee, seine Frau (die Herzdame) und das Leben mit seinen zwei Söhnen freiberuflich als Autor und Kolumnist u. a. für den Rowohlt Verlag, den SUV-Verlag, die Lübecker Nachrichten, die Ostsee-Zeitung, den Hamburg-Führer, die GLS-Bank. Er ist zudem Mitveranstalter einer Hamburger Lesereihe mit der Herbstlesung “Bonjour Tristesse, du alte Hackfresse” und der Frühjahrslesung “Tirili”.

## Werke
- "Marmelade im Zonenrandgebiet: Geschichten übers Erwachsenwerden". Verlag rororo ISBN 978-3499628030 (2012)
- "Das Rosinenbrötchen oder Es ist alles nur eine Phase". Sankt Ulrich Verlag, 2011, ISBN 978-3867441971 (2011)
- "Es fehlt mir nicht, am Meer zu sein: Eine Strandjugend". Verlag rororo, ISBN 978-3499626807 (2001)
- "Zwei, drei, vier: Wie ich eine Familie wurde". Sankt Ulrich Verlag, ISBN 978-3867441971 (2011)

## Kolumnen und Blogs
- Buddenbohm und Söhne

## Nachweise
- Proust-Fragebogen für Blogger Die Zeit Magazin https://blog.zeit.de/zeitmagazin/2013/05/18/proust-fragebogen-fur-blogger-59/
- Lovely Books https://www.lovelybooks.de/autor/Maximilian-Buddenbohm/

| Personendaten    | Personendaten                   |
| ---------------- | ------------------------------- |
| NAME             | Buddenbohm, Maximilian          |
| KURZBESCHREIBUNG | deutscher Blogger und Buchautor |
| GEBURTSDATUM     | 1966                            |
| GEBURTSORT       | Lübeck                          |